# Алексієвка (Темниковський район)
Алексі́євка (рос. Алексеевка, ерз. Алексеевка) — присілок у складі Темниковського району Мордовії, Росія. Входить до складу Старогородського сільського поселення.
Населення — 225 осіб (2010; 233 у 2002).
Національний склад (станом на 2002 рік):
- росіяни — 77 %